# Cotton 4
Cotton 4 bildades i Västafrika april 2003 av en allians av fyra bomullsexporterande länder, där Burkina Faso, Mali, Benin och Tchad ingick. De bildade en lobbygrupp som krävde att WTO skulle sätta stopp för prisdumpning av bomull i USA, Kina och EU. Talesman för Cotton 4 var Francois Traoré  som debuterade på WTO-mötet i Cancún, Mexiko.